# Chapey

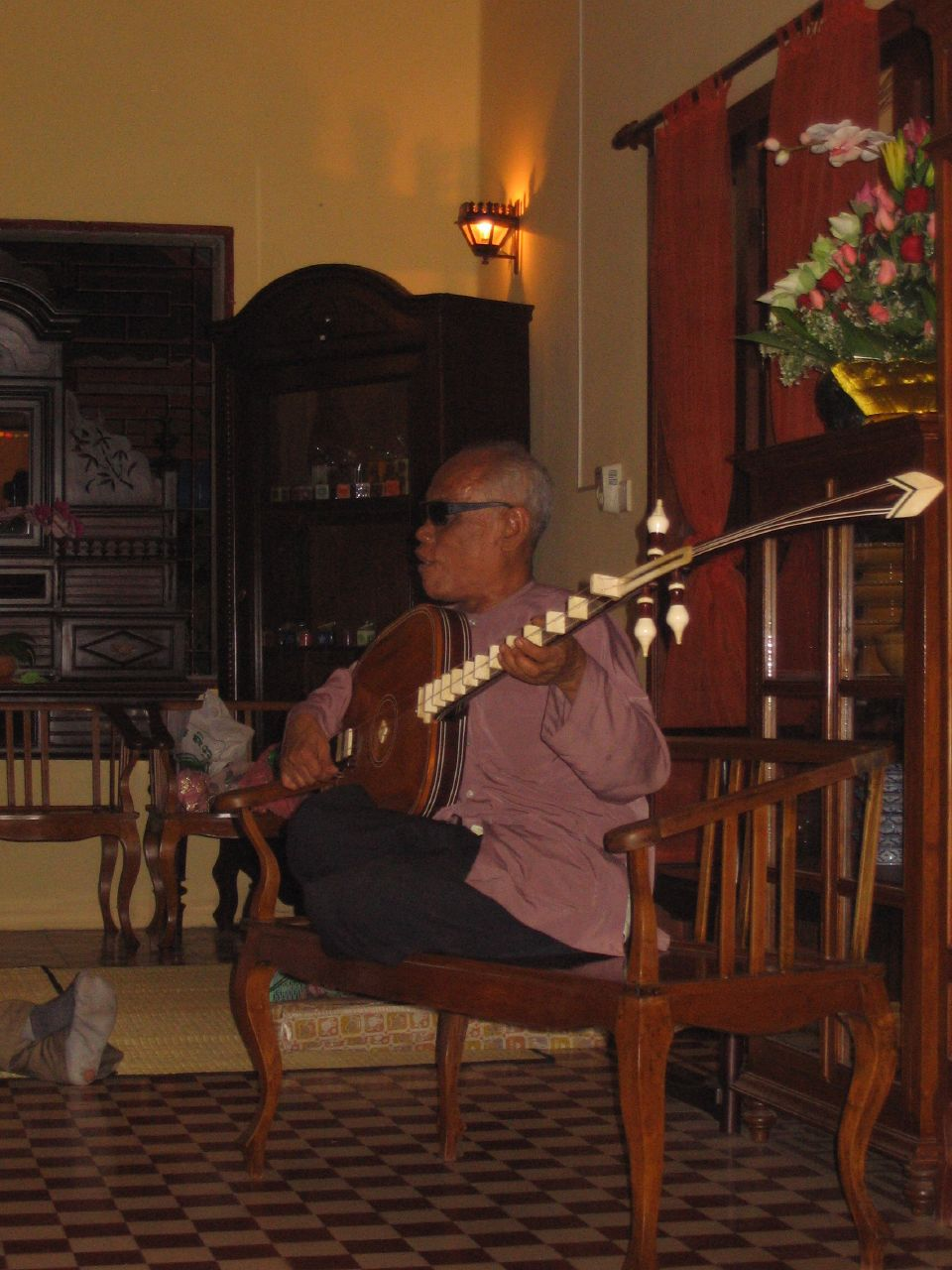
Joueur de luth cha pei

Le chapey (ចាប៉ី) est un luth à deux cordes (autrefois quatre) originaire du Cambodge. Généralement il est taillé dans trois bois différents : une caisse de résonance en krasaing et en jacquier, et un manche en teck"[pas clair], le tout fixé par une cheville en os d'éléphant. 
Chapey dang veng (ចាប៉ីដងវែង) est un luth à long manche. La manche peut mesurer entre 1,40 mètre et 1,50 mètre. Il possède 2 ou 4 cordes. 

## Présentation
Le chapey accompagne les improvisations vocales des musiciens itinérants et est aussi utilisé dans les ensembles de mariage. Il peut être joué en solo ou en ensemble. En général, les artistes chantent les anciennes légendes, ou racontent un événement dans un but éducatif. 

## Discographie
- Kong Nay, Un barde cambodgien : chant et luth chapey (Inédit W260112)
- Prach Choun (លោកតាប្រាជ្ញ ឈួន)